# Pierre Marc Johnson
Pour les articles homonymes, voir Johnson.
Pierre Marc Johnson, né le 5 juillet 1946 à Montréal, est un avocat, médecin et homme politique québécois. Ministre sous René Lévesque et le premier chef à lui succéder à la tête du Parti québécois, il devient le 24e premier ministre du Québec, fonction qu'il occupe du 3 octobre au 12 décembre 1985.

## Biographie

### Premières années
Fils de Daniel Johnson (père), également premier ministre du Québec de 1966 à 1968, et de Reine Gagné, Pierre Marc Johnson est né le 5 juillet 1946 à Montréal, au Québec (Canada). Il complète ses études au Collège Jean-de-Brébeuf en 1968 où il y obtient un baccalauréat en science politique summa cum laude. Il termine ensuite une licence en droit à l'Université de Montréal en 1970, devient membre du Barreau du Québec en 1971 et complète un doctorat de médecine à l'Université de Sherbrooke en 1975. Il pratique la médecine en début de carrière avant de se lancer en politique, notamment à l'hôpital Maisonneuve-Rosemont,.

### Carrière politique

#### Une famille politique
Aux côtés de son frère et de son père, chaque Johnson a eu l'occasion de diriger un parti politique distinct et d'occuper la plus haute fonction politique de la province de Québec pendant un court laps de temps. Daniel, père, a été chef de l'Union nationale, conservateur, avait une position plutôt ambiguë sur la question de l'indépendance du Québec et a été premier ministre du Québec de 1966 à 1968. Pierre-Marc est, quant à lui, devenu en septembre 1985 chef du Parti québécois (PQ), souverainiste et premier ministre pendant 2 mois en 1985. Son frère, Daniel fils, est subséquemment devenu chef du Parti libéral du Québec, fédéraliste, et premier ministre du Québec pendant neuf mois en 1994. Il est également le neveu de Maurice Johnson, député à la Chambre des communes de 1958 à 1962.

#### Entrée en politique
Pierre Marc Johnson est élu député de la circonscription d'Anjou en 1976 et fait ainsi son entrée en politique. Peu après, il fait son entrée au conseil des ministres : il devient dans le cabinet Lévesque, ministre du Travail et de la Main-d'œuvre du 6 juillet 1977 au 6 novembre 1980 puis ministre des Consommateurs, des Coopératives et des Institutions financières du 6 novembre 1980 au 30 avril 1981.  
Réélu en 1981, il continue d'occuper la direction de plusieurs ministères québécois. Il est nommé ministre des Affaires sociales du 30 avril 1981 au 5 mars 1984, ministre de la Justice et Procureur général du 5 mars 1984 au 3 octobre 1985, ministre délégué aux Affaires intergouvernementales canadiennes du 5 mars 1984 au 12 décembre 1985 ainsi que ministre par intérim des Communautés culturelles et de l'Immigration du 27 novembre au 20 décembre 1984.  

#### Premier ministre du Québec

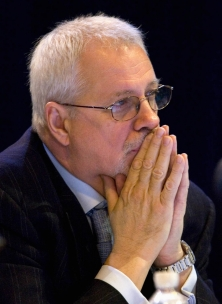
Pierre Marc Johnson en 2012, lors des négociations de l'Accord économique et commercial global.

Faisant face à un parti affaibli par de nombreuses démissions, le premier ministre René Lévesque annonce en été 1985 qu'il démissionnera de son poste et quittera la direction du parti à l'automne. C'est ainsi que Johnson est élu président du Parti québécois le 29 septembre 1985 et deviendra le 3 octobre suivant premier ministre du Québec. Il finira donc le mandat entamé par Lévesque et est donc pressenti comme candidat aux élections générales de 1985. Il reprend pour l'essentiel les mêmes ministres que ceux sous René Lévesque lors de la constitution de son gouvernement.  
Durant son court mandat, il réussit néanmoins à négocier une entente avec le gouvernement du Canada afin de donner au Québec un statut spécial lors des délibérations des futurs sommets de la Francophonie. 
Succédant au fondateur du PQ, René Lévesque, en tant que chef du parti et premier ministre du Québec, Johnson sera défait par les libéraux de Robert Bourassa lors de ces élections du 2 décembre 1985. Il occupe la fonction de chef de l'opposition officielle jusqu'au 10 novembre 1987, date de sa démission comme président du PQ, chef de l'opposition officielle et député d'Anjou.  

### Après la politique
Pierre Marc Johnson refuse d'appuyer le référendum de 1995 au Québec sur la souveraineté. De 1988 à 1998, il est professeur de droit à l'Université McGill, au Centre de médecine d'éthique et de droit. Durant les décennies qui suivent, il est membre du conseil d'administration d'une myriade de sociétés commerciales et d'organisations liées au développement durable. 
En décembre 2005, il a créé des remous au sein du mouvement souverainiste en appuyant le candidat du Parti libéral du Québec à l'élection partielle dans Outremont, Raymond Bachand. 
En octobre 2006, à la suite de l'effondrement du viaduc de la Concorde au-dessus de l'autoroute 19 à Laval (viaduc du boulevard de la Concorde), Pierre Marc Johnson est choisi pour présider la commission d'enquête publique. Cet incident a causé cinq morts et six blessés graves. Cette nomination avait alors causé un certain malaise à cause des relations entre les entreprises qui ont participé à la construction du viaduc de la Concorde, leurs concurrents, et les membres de la commission dont Johnson lui-même.
En mai 2009, il est nommé négociateur en chef du Québec dans le cadre des négociations de l'Accord économique et commercial global, un projet d'accord entre le Canada et l'Union européenne afin de faciliter le commerce et étendre les domaines de coopération.
Après avoir travaillé dans quelques cabinets d'avocats, il intègre en 2014 le cabinet Lavery, De Billy à Montréal comme avocat-conseil. En 2017, il est nommé avocat émérite. 
Il siège au conseil d'administration du CORIM depuis mars 2016 et il en est le président depuis décembre 2017.

## Distinctions
Johnson est nommé membre de la Société royale du Canada en mai 1993, grand officier de l'Ordre de la Pléiade le 28 janvier 2000 puis honoré du titre de Grand Ambassadeur par le Réseau des diplômés de l'Université de Sherbrooke en novembre 2005. Le 19 juin 2008, il est élevé au rang de grand officier de l'Ordre national du Québec pour sa contribution exceptionnelle à la vie québécoise et reçoit un doctorat honorifique de l'Université de Montréal en 2014.

## Résultats électoraux

### Résultats électoraux de Pierre Marc Johnson
|       | Nom                   | Parti                    | Nombre de voix | %      | Maj.  |
| ----- | --------------------- | ------------------------ | -------------- | ------ | ----- |
|       | Pierre Marc Johnson   | Parti québécois          | 19 440         | 56,1 % | 8 324 |
|       | Yves Tardif (sortant) | Libéral                  | 11 116         | 32,1 % | -     |
|       | Albert Rossi          | Union nationale          | 2 938          | 8,5 %  | -     |
|       | Fernand Roy           | Ralliement créditiste    | 744            | 2,1 %  | -     |
|       | Réjean Pelletier      | Parti national populaire | 233            | 0,7 %  | -     |
|       | John Penner           | NPD Québec               | 151            | 0,4 %  | -     |
| Total | Total                 | Total                    | 34 622         | 100 %  |       |

|       | Nom                           | Parti           | Nombre de voix | %      | Maj.  |
| ----- | ----------------------------- | --------------- | -------------- | ------ | ----- |
|       | Pierre Marc Johnson (sortant) | Parti québécois | 20 355         | 56,8 % | 5 420 |
|       | Pierre Brien                  | Libéral         | 14 935         | 41,7 % | -     |
|       | Frank Anselmo                 | Union nationale | 543            | 1,5 %  | -     |
| Total | Total                         | Total           | 35 833         | 100 %  |       |

|       | Nom                           | Parti           | Nombre de voix | %      | Maj. |
| ----- | ----------------------------- | --------------- | -------------- | ------ | ---- |
|       | Pierre Marc Johnson (sortant) | Parti québécois | 16 258         | 48,6 % | 354  |
|       | Denis Ricard                  | Libéral         | 15 904         | 47,5 % | -    |
|       | Claire Brassard               | NPD Québec      | 977            | 2,9 %  | -    |
|       | Rolf Bramann                  | Vert            | 317            | 0,9 %  | -    |
| Total | Total                         | Total           | 33 456         | 100 %  |      |

### Résultats électoraux du Parti québécois sous Johnson
| Partis | Partis                       | Chef                | Candidats | Sièges | Sièges | Voix      | Voix   | Voix     |
| Partis | Partis                       | Chef                | Candidats | 1981   | Élus   | Nb        | %      | +/-      |
| --- | ---------------------------- | ------------------- | --------- | ------ | ------ | --------- | ------ | -------- |
| | Libéral                      | Robert Bourassa     | 122       | 42     | 99     | 1 910 307 | 56 %   | +9,91 %  |
| | Parti québécois              | Pierre-Marc Johnson | 122       | 80     | 23     | 1 320 008 | 38,7 % | -10,57 % |
| | NPD Québec                   | Jean-Paul Harney    | 90        | -      | -      | 82 588    | 2,4 %  | -        |
| | Progressiste conservateur    | André Asselin       | 48        | -      | -      | 35 210    | 1 %    | -        |
| | Parti indépendantiste (1985) | Denis Monière       | 39        | -      | -      | 15 423    | 0,5 %  | -        |
| | Socialisme chrétien          |                     | 103       | -      | -      | 11 712    | 0,3 %  | -        |
| | Union nationale              | André Léveillé      | 19        | -      | -      | 7 759     | 0,2 %  | -3,77 %  |
| | Vert                         |                     | 10        | -      | -      | 4 613     | 0,1 %  | -        |
| | Parti humaniste              |                     | 17        | -      | -      | 3 050     | 0,1 %  | -        |
| | République du Canada         |                     | 28        | -      | -      | 2 240     | 0,1 %  | -        |
| | Mouvement socialiste         |                     | 10        | -      | -      | 1 809     | 0,1 %  | -        |
| | Crédit social uni            |                     | 12        | -      | -      | 1 650     | 0 %    | +0,01 %  |
| | Communiste                   | Samuel Walsh        | 10        | -      | -      | 834       | 0 %    | +0,00 %  |
| | Indépendant                  | Indépendant         | 22        | -      | -      | 9 380     | 0,3 %  | +0,14 %  |
| | Sans désignation             | Sans désignation    | 14        | -      | -      | 5 024     | 0,1 %  | -        |
| Total | Total                        | Total               | 666       | 122    | 122    | 3 411 607 | 100 %  |          |
| Le taux de participation lors de l'élection était de 75,7 % et 52 625 bulletins ont été rejetés. Il y avait 4 576 600 personnes inscrites sur la liste électorale pour l'élection. |                              |                     |           |        |        |           |        |          |